# الربع (الدقهلية)
قرية الربع هي إحدى القرى التابعة لمركز تمي الأمديد في محافظة الدقهلية في جمهورية مصر العربية. حسب إحصاءات سنة 2006، بلغ إجمالي السكان في الربع 9675 نسمة، منهم 4830 رجل و4845 امرأة.